# 竞争力
竞争力，是对象在竞争中显示的能力。因此它是一种随着竞争变化着的有通过竞争而体现的能力。
竞争力包含在对象的现在，但它是对象未来可以展示的能力。要测定竞争力需要确定一个测定目标时间。
要评价竞争力，需要确定一个比较竞争力的群体，根据目标时间在竞争群体中的表现评价它。测定和评价竞争力可以采用未来研究方法，但竞争力测定的是对象“现在”中包含的“未来”。
影响企业综合竞争力的基本因素，可分为外部因素和内部因素。外部因素主要是指市场和政策两个方面。市场因素包括需求能力、供给能力和市场结构，政策因素包括金融和税收政策。内部因素主要是指企业自身因素，反映企业面对挑战的能力等，是影响生存可能性和发展前景的根本因素。它们也是企业发展的内在动力 。

## 延伸閱讀
- Lawrence, Robert Z. . David R. Henderson (ed.)  (编).  1st. Library of Economics and Liberty. 2002  [2013-11-20]. （原始内容存档于2021-04-24）. OCLC 317650570、50016270、163149563

## 外部連結
- WEF Global Competitiveness Report
- World Competitiveness Yearbook （页面存档备份，存于） by IMD Lausanne
- Ireland's National Competitiveness Council （页面存档备份，存于）
- Croatia's National Competitiveness Council
- Sri Lanka's The Competitiveness Program, Sri Lanka
- U.S. Council on Competitiveness （页面存档备份，存于）
- Basque Country (Spain) Basque Institute of Competitiveness – Orkestra （页面存档备份，存于）
- AccountAbility Responsible Competitiveness （页面存档备份，存于）
- Spanish Competitiveness Council Consejo Empresarial para la Competitividad